# Wikipedia în bulgară
Wikipedia în bulgară (în bulgară Българоезичната Уикипедия) este versiunea în limba bulgară a Wikipediei, și se afla în august 2015 pe locul 37 în topul Wikipediilor, după numărul de articole, cu aproximativ 205 000 de articole.